# Лясково (област Пловдив)
 Тази статия е за селото в Област Пловдив.  За другите села с това име вижте Лясково.  
Лясково е село в Южна България. То се намира в община Асеновград, област Пловдив.

## География
Село Лясково се намира в подножието на Родопа планина, на 8 километра южно от Асеновград. Преобладават иглолистните гори, но има и широколистни. Преобладаващото иглолистно растение е борът.
За селото е характерен застудавящият климат. Понякога вали градушка. Прехраната осигуряват главно Лясковските ниви, в началото на южното селце.

## История
Точни данни за населението на лясковци на това място за сега няма. Има две предположения. Първото, че заселването е станало около 1517 г., а второто около 1695 г. Знае се че когато е започнало помохамеданчването на населението на родопското село Лясково, дванадесетина семейства, които са отказали да приемат турската вяра се спасили като напуснали селото и тръгнали да търсят ново място за заселване. След няколкодневно пътуване, се установили в сегашната местност „Лювадиц“. Тук мястото им харесало – имало хубави пасища, ниви, гори и студена вода. Това заселване обаче не се харесало на селяните от близкото село Добралък, които ги принудели след две годишен престой да напуснат тази местност и се установили в местността „Чимурево“, където имало добри условия за живеене и след двадесетина години живеене с разрешение на Бачковския манастир се установили на сегашното място което отстои на 3 км от с. Яврово и 9 км югозападно от Асеновград.
С установяването си хората нарекли околните местности с имената на местностите от старото село, изградили параклиси на същите светии, продължили запазването на бита, езика, нравите и обичаите на селото майка и предавали от поколение на поколение произхода си. И днес приликата на бита, езика, нравите и обичаите на населението от двете села са напълно сходни, което се е установило от срещите, през 1971 г. 1972 г. 1974 г. и през 1976 г. По време на срещите се установили връзки на еднакви фамилии – връзки роднински, връзки братски, в жилите на които тече еднаква кръв водеща началото си от едни и същи фамилии от един род.
Постепенно селото се разраствало, като е стигнало до 180 къщи с 850 души население около 1920 г.
Жителите на Лясково се занимавали с скотовъдство, примитивно земеделие и горянство. По-късно започнали отглеждането на тютюн, лозарство и малко овощарство. Бедността е съпътствала живота им столетия наред. Но това не е било причина да запазят буден своя дух и да обогатяват българските традиции, някои от които са характерни само за лясковци. Лясковци са ходили на гурбет да правят дървени въглища в Бургаско преди освобождението от османска власт.
Около 1800 година е построена църквата, а камбанарията е открита на 12 април 1897 г. Къде са извършвали религиозните ритуали дотогава не е известно. 1898 г. е построено сегашното училище. До тогова децата са учили в стара сграда на мястото до съвременното училище.
1908 г. е основана кредитната кооперация, която през 1921 г. преминава в потребителна кооперация. 1909 г. незапомнено дотогава наводнение, отнесло Яровата воденица заедно с хората и много добитък.
През 1919 г. е поставен паметника до параклиса „Свети Атанас“ в памет на загиналите през войните. По същото време е направен моста на р. Луковица. През 1925 г. е основано читалище „Родолюбие“ по инициатива на учителя Ангел Тодоров.
След 9 09 1944 г. се електрифицира и водоснабди селото. Въпреки създадените по-добри условия за живот, лясковци започват масово да се изселват и тогава в селото е имало 170 къщи със 140 жители, повечето от които възрастни хора, а в Асеновград има 165 семейства с 640 души, Пловдив 85 семейства с 320 души, София 72 семейства с 260 души и в другите градове десетина семейства с 40 души. Или
извън селото живеят около 332 семейства с 1260 души.

## Религии
- Православно християнство

## Културни и природни забележителности
- Църква „Света Петка“,
- Голямата и Малката чешма,
- „Свети Вартоломей“,
- параклис „Свети Атанас“ – най-почитаният в селото.

## Редовни събития
Редовното събитие в село Лясково е годишният събор по случай празника „Свети дух“. Този събор се прави в центъра на селото, където се събират и млади, и стари. Характерното хоро е ръченицата.

### Кухня
Кухнята е родопска. Най-често ядат фасул. Правят си и скара. За селото са характерни тип мешени салати.